# Gegantó Quimet del Poble-sec
En Quimet del Poble-sec és un gegantó que representa un cambrer dels cafès i teatres del Paral·lel, vestit amb camisa blanca, armilla negra i davantal. Té les mans ocupades amb una copa i una ampolla de cava, i sembla que estigui a punt de servir-ne.
El gegantó pertany a la Colla de Geganters i Grallers del Poble-sec i fa comparsa amb l'Armand de Muntjuïc i la Rosa del Paral·lel –els gegants nous– i amb les Tres Xemeneies. Va ser construït el 2002 per Jordi Grau, del Taller el Drac Petit, que l'any anterior ja havia fet els gegants grans, i el van batejar amb aquest nom pel popular bar Quimet i Quimet del carrer del Poeta Cabanyes.
En Quimet va ser presentat el juliol d'aquell any a la festa major del barri, que se celebra pels volts de Sant Jaume, i de llavors ençà no ha deixat de participar-hi mai, sempre portat pels més joves de la colla. També es pot veure en cercaviles i trobades geganteres de més barris barcelonins, normalment acompanyat de les altres figures de la comparsa.